# 伊奥万图卡路斯
伊奥万图卡路斯（英語：Iovantucarus）。古罗马凯尔特人所尊奉的神祇之一。主要为其青年人的守护者。该神灵在凯尔特人的文化中影响深远，亦常成为艺术品中所反映的对象之一。